# Jeżokret kłujący
Jeżokret kłujący (Setifer setosus) – gatunek ssaka owadożernego z podrodziny tenreków (Tenrecinae) w obrębie rodziny tenrekowatych (Tenrecidae).

## Systematyka
Gatunek po raz pierwszy zgodnie z zasadami nazewnictwa binominalnego opisał w 1778 roku niemiecki zoolog Johann Christian Daniel von Schreber, nadając mu nazwę Erinaceus setosus. Miejsce typowe to Madagaskar. Holotyp nieznany. Jedyny przedstawiciel rodzaju jeżokret (Setifer), który opisał w 1806 roku niemiecki lekarz Ludwig Friedrich von Froriep.
Prawdopodobnie S. setosus i Echinops telfairi miały wspólnego nadrzewnego przodka; badania morfologiczne i molekularne potwierdziły, że te dwa rodzaje tworzą klad i są taksonami siostrzanymi dla Hemicentetes i Tenrec. Na podstawie koloru sierści opisano różne podgatunki S. setosus, ale potrzebne są dodatkowe badania, aby można było je zweryfikować. 
Gatunek monotypowy.

### Etymologia
- Setifer: łac. saeta lub seta „sztywne włosy”; -fera „-noszący”, od ferre „nosić”[17].
- Ericulus (Hericulus): łac. ericius „jeż”; przyrostek zdrabniający -ulus[18].
- Dasogale: gr. δασυς dasus „włochaty, kosmaty, chropowaty”[19]; γαλεη galeē lub γαλη galē „łasica”[20].
- setosus: łac. saetosus lub setosus „szczeciniasty, pełny grubych włosów”, od saeta lub seta „sztywne włosy”[21].

## Zasięg występowania
Występuje w suchych lasach i na płaskowyżach północnego Northern Highlands, zachodniego Central Highlands oraz we wschodnim i południowym Madagaskarze.

## Morfologia
Długość ciała (bez ogona) 140–230 mm, długość ogona 9–17 mm, długość ucha 14–26 mm, długość tylnej stopy 23–35 mm; masa ciała 108–350 g. Wzór zębowy: I {\displaystyle {\tfrac {2}{2}}} C {\displaystyle {\tfrac {1}{1}}} P {\displaystyle {\tfrac {3}{3}}} M {\displaystyle {\tfrac {3}{3}}} x2 = 36.

## Ekologia i biologia
Rozmnażanie
- W styczniu samica wydaje na świat najwyżej 6 młodych; młode S. setosus, tak samo jako jeże w momencie porodu mają miękkie kolce, które stają się twardsze dopiero po 2 tygodniach.

Tryb życia
- Zwyczaje – tenrek w chwili zagrożenia zwija się w kulkę, piszczy i skrzeczy.
- Wygląd: jest bardzo podobny do jeża, ma bardzo krótkie, ostre kolce, bardzo gęsto pokrywające jego grzbiet.

## Status zagrożenia
W Czerwonej księdze gatunków zagrożonych Międzynarodowej Unii Ochrony Przyrody i Jej Zasobów został zaliczony do kategorii LC (ang. least concern ‘najmniejszej troski’).